# Thomm Jutz
Thomm Jutz (Neusatz, Németország, 1959. december 27. -), német származású amerikai énekes, gitáros, dalszerző.

## Pályafutása
Dolgozott a Grammy-díjas Nanci Griffith folkénekessel (a Blue Moon Orchestra tagjaként), Grammy-díj jelöltekkel: Eric Brace & Peter Cooperrel, az Americana sztárjával, Mary Gauthier-el, a Grand Ole Opry tagjaival és Country Music Hall of Fame tagokkal: Mac Wiseman, Bobby Bare, Connie Smith és Marty Stuart, David Olney, Otis Gibbs, Kim Richey, Bill Anderson, Amy Speace, Milan Miller, Marc Marshall.
Dalait műsorán tartja Nanci Griffith, John Prine, Kim Richey, Junior Sisk, Kenny és Amanda Smith, Balsam Range, Buddy Melton, Milan Miller és Terry Baucom.
Thomm Jutz írta a Bluegrass Today Airplay listáján szereplő legjobb két kislemezt (2016). Grammy-díj jelölt volt 2021-ben (Grammy Award in the Bluegrass category).
A Tennessee állambeli Nashville-ben él.

## Szóló albumok
- Work (2010; saját kiadás)
- Volunteer Trail (2016; saját kiadás)
- Crazy If You Let It (2017)
- To Live In Two Worlds, Vol. 1 & 2 (2020)

## Díjak
- 2021: Grammy-díj jelölés.
- International Bluegrass Music Association (IBMA): jelölések, díjak
- 2009: SESAC (Society of European Stage Authors and Composers): for contribution to the album The Loving Kind recorded by Nanci Griffith.